# Матиньон, Жак де Гойон
Жак II де Гойон, барон де Ториньи, граф де Матиньон (англ. Jacques II de Goyon, baron de Torigny, comte de Matignon; 26 сентября 1525 — 27 июля 1597, Леспар-Медок) — французский полководец времён Религиозных войн, маршал Франции. Главный наместник Нормандии.
Будучи сторонником гуманного обращения с гугенотами, Матиньон, тем не менее, участвовал в битвах при Жарнаке (1569) и Монконтуре (1569).
В 1574 году захватил Сен-Ло и взял в плен графа Монтгомери.
С 1576 года — маршал Франции, затем губернатор Гиенни. Позже присоединился к Генриху Наваррскому.

## Семья
Был женат на Франсуазе де Дайон дю Люд (ок. 1540 — ?). Их дочь Жилонна Гойон де Матиньон (ок. 1562—1641) была замужем за Пьером д’Аркуром.